# Burg Attersee
Die Burg Attersee ist eine abgegangene Höhenburg auf 483 m ü. A. in der Gemeinde Attersee am Attersee im Bezirk Vöcklabruck von Oberösterreich (Nähe von Kirchenplatz 30).

## Geschichte
Als Vorgängerbau der Burg Attersee kann eine karolingische Pfalz, nämlich der Königshof Atarhova, vermutet werden. Diese lag auf dem heute noch „Schlossberg“ genannten Flurstück. Hier werden 823 die Grafen Dietrich Alterhofen und sein Sohn Gundacker genannt. Um 1000 kam der Atterseer Besitz an das Erzbistum Salzburg, wobei als Lehensnehmer die Aribonen, von denen namentlich die Grafen Engelbert, Pilgrim und Gebhard bekannt sind, genannt werden. Dann ging die karolingische Pfalz an den Enkel des ostfränkischen Königs Ludwig, Luitpold der Aribone, über. Dessen Tochter Judith bekam die Herrschaft Attersee als Heiratsgut mit Heinrich, dem Bruder des deutschen Königs Otto. In der Folge erbte Kaiser Heinrich II. aus der Familie der Ottonen diesen Besitz. Von dieser Anlage wird vermutet, dass sie noch längere Zeit als Wehrbau für die unweit davon errichtete Burg Attersee gedient hat.

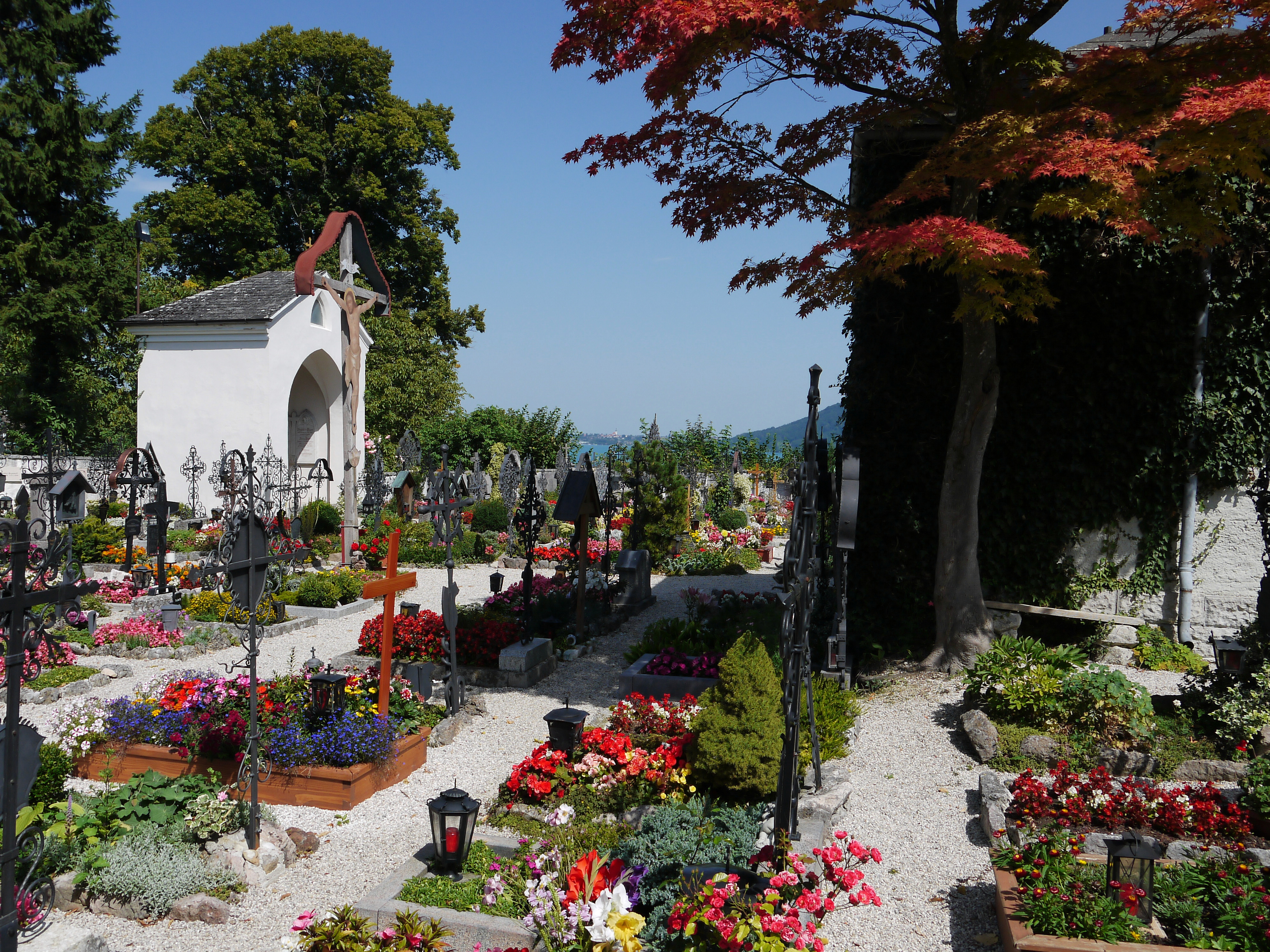
Friedhof von Attersee, Lagestelle der Burg Attersee

Die Burg Aterhofen wurde 1007 unweit der Königspfalz durch Bischof Eberhard I. vom Hochstift Bamberg auf dem Kirchberg errichtet, nachdem wesentliche Gebiete des Attergaus von Kaiser Heinrich II. als Stiftung für den Bau des Bamberger Doms an das Bistum abgetreten worden waren. Zuerst wurde die Burg von den Bamberger Ministerialengeschlecht der Attersee-Wasen verwaltet. Deren Mitglieder trugen häufig den Taufnamen Engelschalk. Ab 1035 nannten sich diese de Atersee oder auch de Atergowe, dann von 1150 bis 1183 de Wasen. Die Familie war im Chiemgau und im Ennstal besitzend und hatte auch Lehen des Erzbistums Salzburg inne. Ein Rudolf von Attersee bezeugt um 1138 eine Schenkung der Gräfin Ita von Burghausen. 1249 wird ein Rudelin von Attersee als Zeuge über die Vogtei Frankenburg genannt. Ein Alramus von Attersee macht 1285 eine Stiftung nach Kloster Wilhering. 1290 waren die Schaunberger, die auch die Veste Frankenburg innehatten, Pfandinhaber von Attersee. Heinrich und Wernhard von Schaunburg schlossen mit Bischof Arnold einen Vogteivertrag über Attersee. 1327 hatten die Bamberger Bischöfe ihre Schulden getilgt und konnten die Burg Attersee an Heinrich von Hohenlohe und seine Frau Elspet als Leibgedinge übergeben. 1332 wird die Herrschaft Attersee dem Hans Kuchler, Hauptmann zu Salzburg, als Pfand ausgegeben. 1359 schlossen Werner und seine Söhne Ulrich und Heinrich von Schaunburg mit dem Bamberger Bischof Lupold von Bebenburg einen Darlehensvertrag, um Attersee als Pfandherrschaft zu bekommen.
1377 kaufte Herzog Albrecht III. von Österreich die Herrschaft Attersee (der Kauf wurde wegen eines Rechtsstreites mit den Schaunbergern erst am 25. Juli 1379 wirksam) von Fürstbischof Lamprecht von Brunn. Herzog Albrecht verpfändet diese im gleichen Jahr an Heinrich VI. von Walsee.

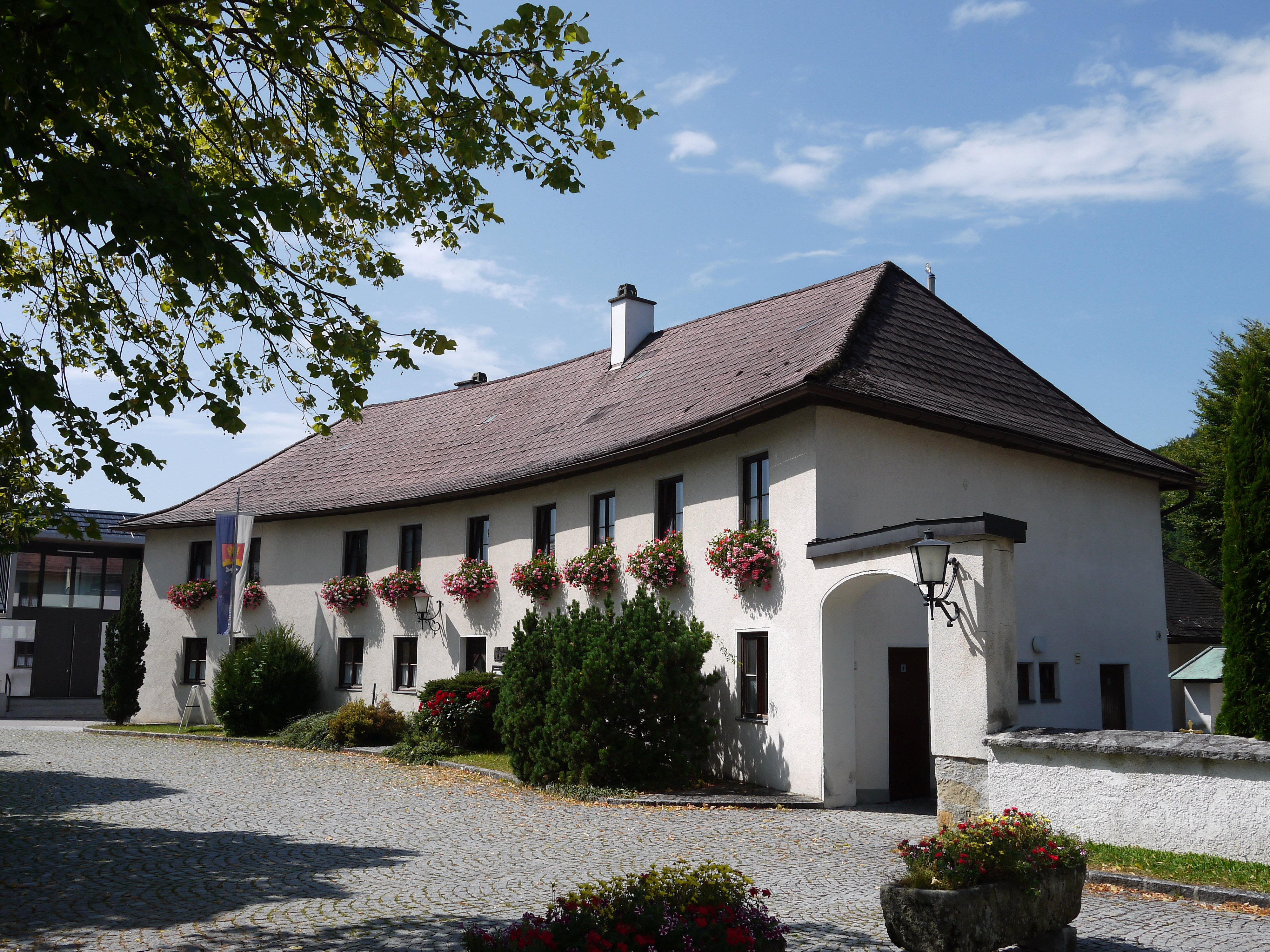
Heimathaus, errichtet aus den Fundamenten der Burg Attersee

1464 wurde der Verwaltungssitz des Attergaus aus wehrtechnischen Gründen dann nach Burg Kogl verlegt und die Burg Attersee begann zu verfallen. 1570 war das Amtshaus von Attersee bereits vererbrechtet („Erasmus Segner auf das Ambthaus hofstat“), 1581 wird berichtet: „zu Attersee ain altes Purkstall, allda hiervor das Schloß gestanden“.
Ende des 18. Jahrhunderts wurde auf den Ruinen der Burg die erste Volksschule (heute Heimathaus) in Attersee errichtet, wobei die geschwungene Form der Fassade des Gebäudes auf die Verwendung von mittelalterlichen Fundamenten zurückgeführt wird.

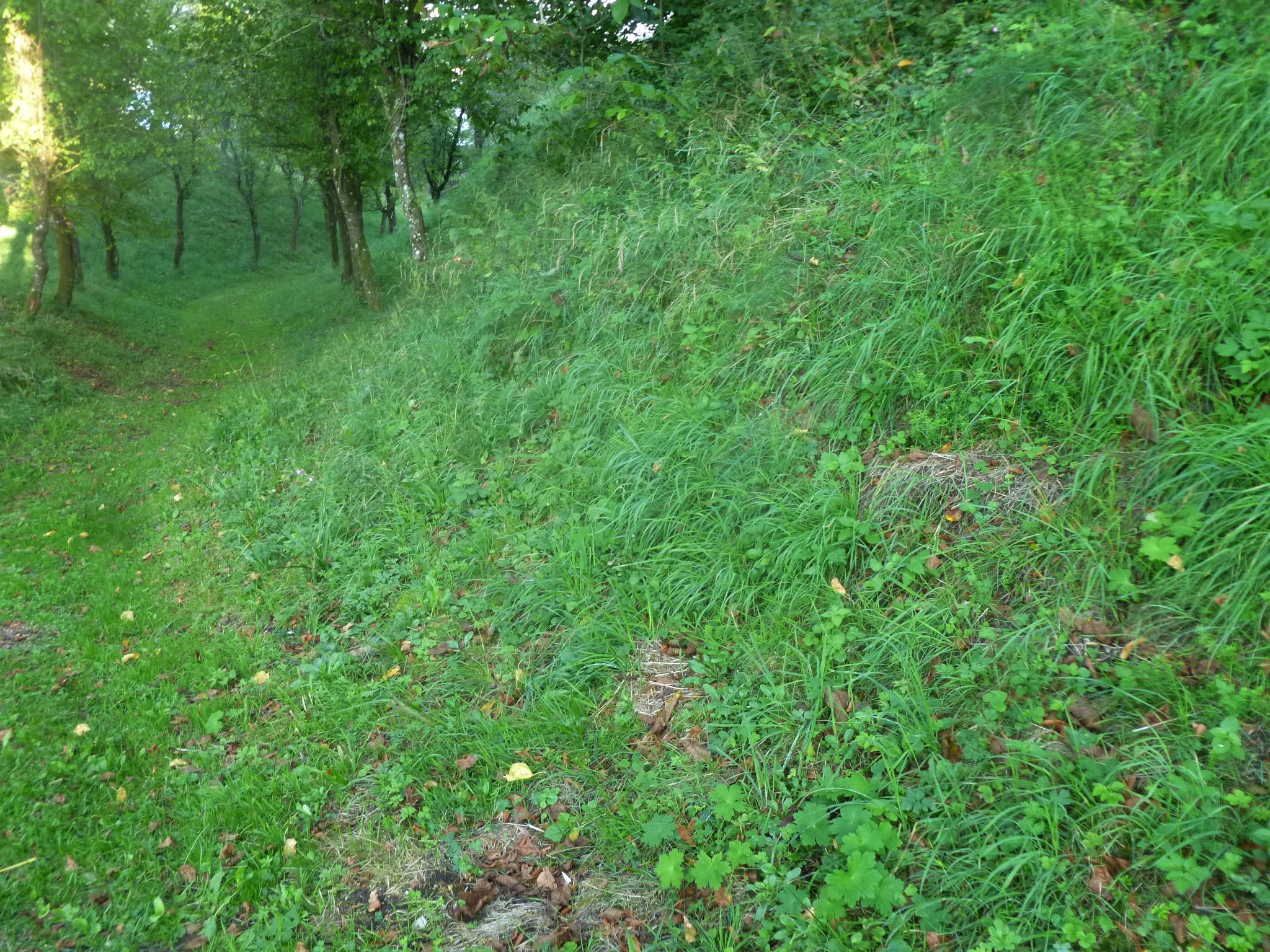
Burggraben und Wall der abgegangenen Burg Attersee

## Burg Attersee heute
Die Reste der Burganlage liegen unter der Kirche Mariä Himmelfahrt, dem Kirchenplatz und unter dem Schulgarten. Ein Teil des Mauerwerks ist für den Bau des Heimathauses verwendet worden. Die Befestigungsanlage ist heute von der Kirche aus von oben zu sehen; es ist ein umlaufender tiefer Graben und ein vorliegender Außenwall zu sehen, nur am südlichen Steilabfall fehlt der Wall. Es lässt sich auch ein zweiter Bering erkennen, der eine tiefer gelegene Vorburg umschlossen hat.